# Neoterius fairmairei
Neoterius fairmairei là một loài bọ cánh cứng trong họ Bostrichidae. Loài này được Lesne miêu tả khoa học năm 1895.

## Hình ảnh

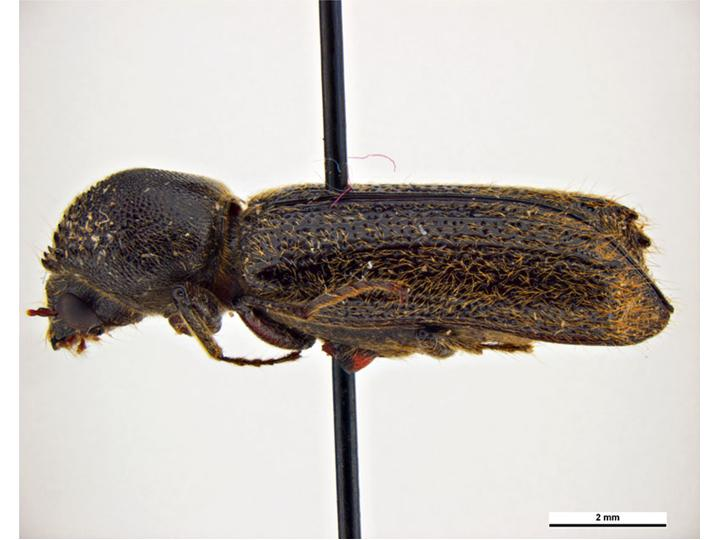